# Vera Evstaf'evna Popova
Vera Evstaf'evna Popova (Вера Евстафьевна Попова; trasl. angl.: Vera Yevstafievna Popova; San Pietroburgo, 17 settembre 1867 – Izhevskii Zavod, 8 maggio 1896) è stata una chimica russa, una delle prime chimiche in Russia e la prima autrice russa di un libro di testo di chimica.
"Probabilmente è stata la prima donna a morire a causa della chimica" a seguito di un'esplosione nel suo laboratorio.

## Biografia
Nata nel 1867 a San Pietroburgo, suo padre, Evstafy Ivanovich Bogdanovsky, era un professore in medicina e chirurgia. I suoi genitori decisero di far studiare privatamente a casa i loro tre figli. Nel 1878 iniziò a studiare all'Istituto Smol'nyj all'età di 11 anni. A partire dal 1883 trascorse quattro anni ai Corsi Bestuzhev e successivamente lavorò per due anni nei laboratori dell'Accademia russa delle scienze e dell'Accademia chirurgica militare. Nel 1889 lasciò la Russia per recarsi in Svizzera, dove intraprese un dottorato di ricerca in chimica all'Università di Ginevra. Discusse la sua tesi sul dibenzil chetone nel 1892. La Bogdanovskaya voleva lavorare sul HC≡P (methylidynephosphane), ma fu convinta a concentrarsi sul dibenzyl chetone dal suo supervisore di dottorato, il professor Carl Gräbe. Collaborò anche con il dottor Philippe Auguste Guye a Ginevra, che lavorava sulla stereochimica.

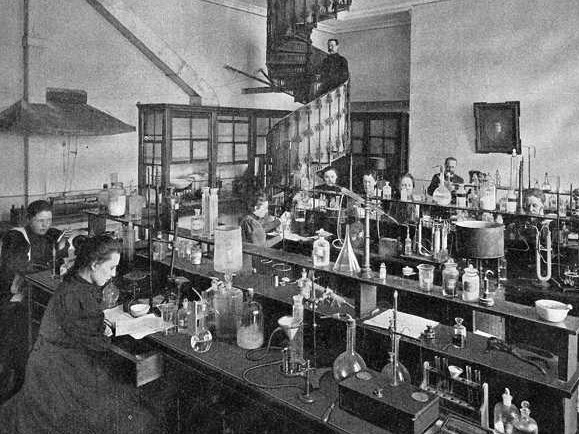
Studenti del laboratorio di chimica dei Corsi Bestuzhev

Ritornò a San Pietroburgo nel 1892 per lavorare ai Corsi Bestuzhev, dove insegnò chimica. Questa era un'istituzione fondata, nel 1878, per incoraggiare le donne russe a rimanere in Russia a studiare. Divenne assistente del Prof. L'vov che insegnava ai primi corsi di stereochimica. La sua reputazione di docente e la conoscenza dell'insegnamento le consentirono di scrivere il suo primo libro, un testo sulla chimica di base. Scrisse recensioni, tradusse articoli accademici sulla chimica e, insieme al suo professore, pubblicò le opere di Alexander Butlerov, morto nel 1886. Tra il 1891 e il 1894 pubblicò una serie di articoli basati sulla sua tesi di dottorato.
La Popova non era solo una chimica, ma si interessava anche di entomologia, scrittura e lingue. Nel 1889 pubblicò una descrizione del lavoro delle api. Pubblicò anche delle traduzioni di racconti dello scrittore francese Guy de Maupassant.
La Bogdanovskaya lasciò San Pietroburgo e sposò il generale Jacob Kozmich Popov nel 1895. Era più vecchio di lei e direttore di un'acciaieria militare. Chiese al marito che le costruisse un laboratorio dove potesse continuare le sue ricerche. Vivevano a Izhevskii Zavod, una città sotto controllo militare e dedita alla fabbricazione di armi. Si disse che il suo matrimonio potesse essere stato di convenienza, poiché era noto che le donne russe a volte si sposavano solo per sfuggire alle convenzioni della società.
La Popova morì l'8 maggio 1896 (calendario gregoriano; 26 aprile nel calendario giuliano), (la data è talvolta indicata come 1897 nelle fonti inglesi) a seguito di un'esplosione avvenuta mentre stava tentando di sintetizzare HC≡P (metilidinefosfano), una sostanza chimica simile all'acido cianidrico. Aveva 28 anni.
L'HC≡P, la sostanza chimica che stava cercando di sintetizzare al momento della sua morte, non fu creata con successo fino al 1961 dalla fosfina e dal carbonio. È estremamente piroforica e polimerizza facilmente a temperature superiori a -120 °C. Il suo punto triplo è −124 °C e brucia spontaneamente anche a basse temperature se esposta all'aria. 
La Popova ricevette un sostanziale tributo nel Journal of Russian Physical Chemical Society. Un necrologio più breve apparve anche sulla rivista Nature e un breve annuncio sulla rivista americana Science. Un rapporto del chimico Vladimir Ipatieff ha suggerito che potrebbe essere stata avvelenata dal suo esperimento o essersi suicidata, ma questa opinione non è stata supportata da altre fonti.
La sua morte prematura portò alla creazione di un fondo in sua memoria, da parte del marito, per assistere le studentesse. Il suo ritratto è stato anche esposto al Women's College dove aveva studiato. 
La Popova è accreditata della classificazione del dibenzil chetone. Questo composto ha gettato le basi per la realizzazione delle resine acriliche sintetiche create da acetone e cianoidrina.